# 纓突吻魚
纓突吻魚（学名：Varicorhinus fimbriatus）为輻鰭魚綱鯉形目鲤科的其中一種，分布於非洲喀麥隆沙那加河流域，體長可達21.3公分。

## 扩展阅读
維基物種上的相關：纓突吻魚